# Nimra
Nimra (arab. نمرة) – miejscowość w Syrii, w muhafazie As-Suwajda. W 2004 roku liczyła 4376 mieszkańców.